# Abdullah Muhammad Shah II
Abdullah Muhammad Shah II. (1842–1922), 26. Sultan von Perak,  ältester Sohn von Sultan Jaafar Safiuddin Muazzam Shah, war von 1874 bis 1876 Sultan des malaysischen Staates Perak. Er wurde 1876 mit seiner Familie und Anhängern von den Briten auf die Seychellen verbannt und lebte nach seiner Begnadigung durch Queen Victoria in Penang. Er kehrte erst 1920, kurz vor seinem Tod, wieder zurück nach Perak. Er unterzeichnete 1874 den von Sir Andrew Clarke, Gouverneur der Straits Settlements, diktierten Vertrag von Pangkor, der das Ende der Unabhängigkeit des Sultanats Perak bedeutete.

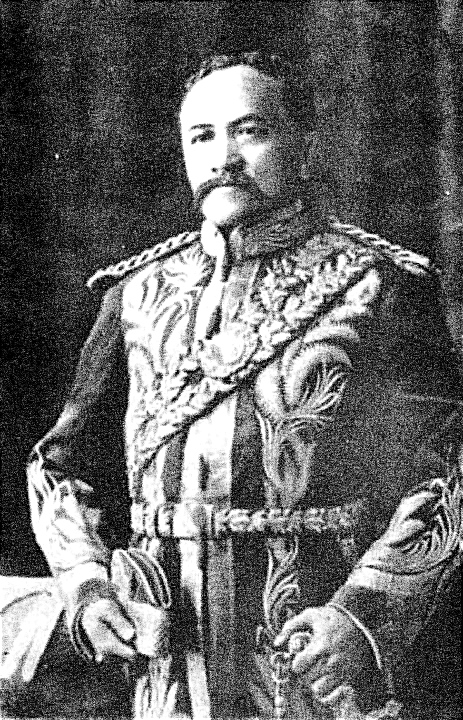
Sultan Abdullah Muhammad Shah II von Perak

| Personendaten    | Personendaten                         |
| ---------------- | ------------------------------------- |
| NAME             | Abdullah Muhammad Shah II             |
| ALTERNATIVNAMEN  | Abdullah Muhammad Shah II.            |
| KURZBESCHREIBUNG | Sultan des malaysischen Staates Perak |
| GEBURTSDATUM     | 1842                                  |
| STERBEDATUM      | 1922                                  |